# 双溪镇 (犍为县)
双溪镇，原为双溪乡，是中华人民共和国四川省乐山市犍为县下辖的一个乡镇级行政单位。2019年12月，撤销同兴乡和双溪乡，设立双溪镇，以原同兴乡和原双溪乡所属行政区域为双溪镇的行政区域。

## 行政区划
双溪镇下辖以下地区：
柳溪村、长坪村、合水村、铁桐村、松林村、兰花村、牛岭村、双溪村、楠林村、硝水村和天平村。